# Стрёмсхольмский дворец
Стрёмсхольмский дворец (швед. Strömsholms slott) — усадьба в городке Стрёмсхольм в Халльстахаммарской коммуне Вестманландского лена (Швеция). 

## История
Ещё в 1550-е годы король Густав Васа приказал заложить на небольшом островке, расположенном на реке Кольбекксон, впадающей в озеро Меларен, укрепление. На его месте в 1670-е годы для королевы Хедвиги Элеоноры был возведён Стрёмсхольмский дворец, строившийся по чертежам Никодемуса Тессина Старшего. Тогда же было положено начало парку, выдержанному в стиле французского барокко. 
Дворец имел два этажа и четыре угловые башни. Дворцовая часовня, устроенная по проекту Карла Хорлемана, была готова в 1741 году. Китайский зал дворца украшают фрески, выполненные в 1774 году Ларсом Буландером. Дворец окружают несколько деревянных строений конца XVII века, предназначавшихся для придворных. 
В 1766 году наследник шведского престола, будущий король Густав III, женился на принцессе Софии Магдалене Датской. Риксдаг преподнёс принцессе дворец в качестве свадебного подарка. Впоследствии в нём начались масштабные работы по отделке здания, которыми руководил архитектор Карл Фредрик Аделькранц.
В 1868—1968 годах в Стрёмсхольмском дворце располагалась Армейская школа верховой езды и вождения. В 1985 году была проведена реставрация фасада здания. В это же время крыша, которую с XIX века покрывала деревянная черепица, была перекрыта листовым железом.

## Настоящее время
В 1993 году дворец и его окрестности перешли в ведение Государственного управления недвижимости. В 90-е годы была осуществлена его поэтапная реставрация. 
Дворец открыт для посещений в весенние и летние месяцы, а также и в некоторые дни остальных месяцев года.

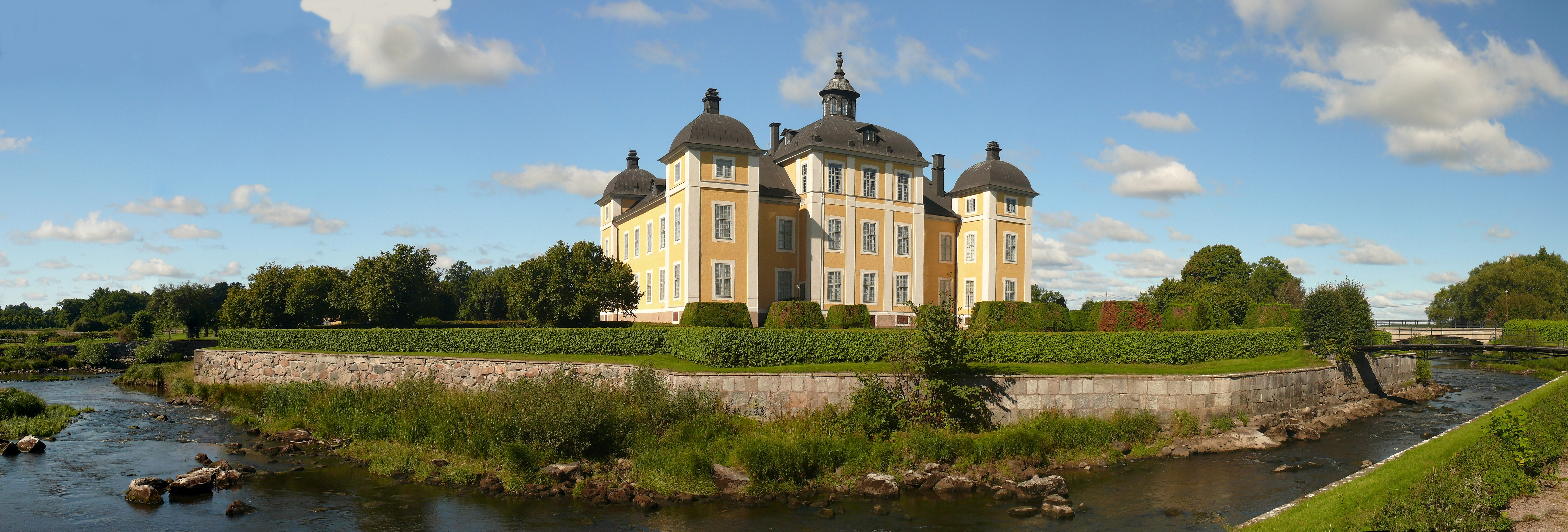
Панорама дворца